# Krzysztof Siemion
Krzysztof Siemion (ur. 1 lutego 1966 w Ratoszynie Pierwszym) – polski sztangista, srebrny medalista olimpijski i brązowy medalista mistrzostw świata.

## Kariera
Największy sukces w karierze osiągnął w 1992 roku, kiedy zdobył srebrny medal podczas igrzysk olimpijskich w Barcelonie. Osiągnął tam wynik 370 kg w dwuboju (165 kg + 205 kg). Wyprzedził go reprezentant Grecji Piros Dimas, który miał ten sam wynik i tę samą wagę ciała, lecz złoto przyznano Dimasowi, gdyż uwzględniono kolejność bojów wykonywanych w podrzucie. Na rozgrywanych pięć lat później mistrzostwach świata w Chiang Mai zajął trzecie miejsce, przegrywając tylko z rodakiem, Andrzejem Cofalikiem i Turkiem Dursunem Sevinçem. Ponadto zdobył srebrne medale na mistrzostwach Europy w Szekszárd (1992) i mistrzostwach Europy w Sofii (1993) oraz brązowy podczas mistrzostw Europy w Aalborgu (1990). W 2000 roku wystartował na igrzyskach olimpijskich w Sydney, zajmując czwartą pozycję (380 kg: 167,5 kg + 212,5 kg). Walkę o podium przegrał tam z Gruzinem Giorgim Asanidze o 10 kg. Brał również udział w igrzyskach w Seulu w 1988 roku, gdzie rywalizację zakończył na piątej pozycji (357,5 kg: 162,5 kg + 195 kg).
Mistrz Polski w latach 1989, 1990 i 1993. Wszystkie medale zdobył w wadze lekkociężkiej - 82,5 i 85 kg.
Był zawodnikiem Odry Opole i Budowlanych Opole.